# 매천 황현 유묵·자료첩(11책)
매천 황현 유묵·자료(11책)는 황현의 저술뿐만 아니라 그의 지기(知己)들, 당대의 지식인들과 주고받은 서간, 중요사건에 대한 신문 기사 모음 등 다양한 자료를 모아 놓은 유묵․자료첩 11책이다. 2019년 5월 7일 대한민국의 국가등록문화재 제749-2호로 지정되었다.

## 개요
황현의 저술뿐만 아니라 그의 지기(知己)들과 당대의 지식인들과 주고받은 서간, 중요사건에 대한 신문 기사 모음 등 다양한 자료를 모아 놓은 유묵․자료첩 11책이다. 황현은 당대의 문인들과 교유하며 수많은 글을 남겼는데, 그의 글을 모아놓은 이 유묵·자료첩은 19세기 말~20세기 초의 국가적 위기와 민족의 존망, 사회 상황, 그리고 지식인들의 동향을 살필 수 있는 매우 귀중한 희귀 자료라 할 수 있다.

## 같이 보기
- 황현

## 참고 자료
- 매천 황현 유묵·자료첩(11책) - 국가유산청 국가유산포털